# Chorążycha
Chorążycha est une localité polonaise de la voïvodie de Podlachie et du powiat de Sokółka.